# Оливие Грюнер
Оливие Грюнер (на френски: Olivier Gruner) е френски актьор и бивш световен шампион по Кикбокс, роден е на 2 август 1960 г. в Париж в семейството на френски хирург. 

## Биография

### Ранни години
Като малък Оливие обичал да гледа филми с бойни изкуства. На 11 години започва да изучава шотокан карате, а след няколко години и бокс и кикбокс.
На 18 години, макар че баща му и брат му са лекари, а по-малкият му брат е инженер, той решава да поеме по друг път в живота и постъпва във Френския легион като морски пехотинец, където служи 4 години. По-голямата част от службата му протича в Сенегал, Африка. През цялото това време освен военните си задължения и обучение той продължава да се усъвършенства като каратист.
След като напуска военните през 1981 г., Грюнер отива във Френските Алпи и започва професионално обучение по кикбокс. През 1984 г. става професионален кикбоксьор и само след 10 мача става шампион на Франция, а през 1986 г. и световен шампион. Година след това той се отказва от професионалния спорта и решава да прави кариера като актьор и манекен.

## Филмова кариера

### Първи изяви
В началото Грюнер работи като модел и се появява в няколко телевизионни филма.

### Кариера
През 1990 година бива забелязан на фестивала в Кан и е поканен на кастинг в Лос Анжелис, където получава първата си по-голяма роля във филма на Ерик Карсън „Angel Town“, след което подписва договор с компанията: Imperial Entertainment.
Следват роли в „Немезис“ (1993), „Автоматично“ (1994) и „Савате (Френски бокс)“ (1997), „Марс“ (1998), „Кумите“ (2000), „Правилата на играта“ (2003) и др.

## Други
- Оливие Грюнер практикува екстремни спортове: сърф, скачане с парашут, планинско катерене, водни ски, гмуркане, пилотиране на хеликоптер и др.
- Има собствена марка спортни дрехи: O.G. (Olivie Gruner)